# Morgause
Morgause är mor till Mordred, Gawain, Agravain, Gaheris och Gareth i en del varianter av Arturlegenden. En av dessa varianter är Le Morte d'Arthur av sir Thomas Malory, som ofta beskrivs som standardvarianten av Arturlegenden. I moderna versioner är det ganska vanligt att Mordred är ende son till Morgan le Fay. I De brittiska kungarnas historia heter karaktären Anna och är gift med kungen av Orkneyöarna. I senare varianter dyker hon upp under namnet Orcades vilket är det latinska namnet på Orkneyöarna. Detta har senare korrumperats som Morcades och slutligen Morgause. Namnet signalerade därför förmodligen att hon var lady av Orkneyöarna. 
Morgause var syster till kung Artur och gift med kung Lot av Orkneyöarna, som var far till hennes söner utom möjligen till Mordred (han brukar vara son till kung Artur). När kung Lot hade dött hade Morgause ett förhållande med en riddare som hette Lamorak. Detta gjorde hennes söner mycket upprörda, och Agravain eller Gaheris dödade henne. Lamorak anklagas för dådet men till sist avslöjas sanningen och Artur förvisar Gaheris. 
Morgause brukar framställas som mer eller mindre osympatisk, vilket ä en relativt modern infallsvinkel. Före 1900-talet sågs Morgause aldrig som en ond karaktär. I boken Svärdet i stenen är hon elak, eftersom hon genom att vara en dålig mor är indirekt skyldig till Mordreds uppror och andra illdåd som hennes söner begår. 
I Marion Zimmer Bradleys Avalons dimmor är Morgause likaså en antagonist, fast syster till Viviane och Igraine och såleda moster till Morgaine/Morgan le Fay, en yngsta och girig syster, gift med kung Lot och styvmor till Mordred.